# Euphaedra (Euphaedrana) alboides
Euphaedra (Euphaedrana) alboides es una especie de Lepidoptera de la familia Nymphalidae, subfamilia Limenitidinae, tribu Adoliadini, pertenece al género Euphaedra, subgénero Euphaedrana.

## Localización
Esta especie de Lepidoptera se distribuye por la República Democrática del Congo (África).